# Pluton
Pluton (simboli:  ili ) je prvi po veličini patuljasti planet Sunčeva sustava, ispred Eride. Do 24. kolovoza 2006. Pluton je bio smatran devetim planetom Sunčevog sustava, kada je na konferenciji IAU u Pragu usvojena definicija planeta koja isključuje Pluton, te je prihvaćen pojam "patuljasti planet". Od tada se službeno naziva 134340 Pluton.
Iako je Pluton do 2006. bio službeno smatran planetom, veliki dio astronoma ga je uvijek smatrao velikim asteroidom ili čak kometom, ili tek najvećim od transneptunskih objekata (drugi naziv za objekte u Kuiperovom pojasu). Najveći Plutonov prirodni satelit, Haron, neobičan je po tome što je najveći satelit u odnosu na matično tijelo u Sunčevom sustavu, tako da se Haron ne okreće oko Plutona nego se i Pluton i Haron okreću oko baricentra - zajedničkog središta rotacije koji se nalazi između Plutona i Harona. Zbog toga ih mnogi znanstvenici i danas smatraju dvostrukim planetom.
Pluton je manji od svih 8 planeta, kao i od sedam prirodnih satelita: Mjeseca, Ije, Europe, Ganimeda, Kalista, Titana i Tritona, ali je veći od Eride, premda je manje mase.
Pluton je jedva moguće vidjeti manjim teleskopom - njegova prividna magnituda od oko 13,8 zahtjeva promjer objektiva najmanje 200 mm. Masa mu je 400 puta manja od Zemljine. Staza mu je primjetno otklonjena od ekliptike i vrlo izdužena, zbog čega mu se ozračenost promijeni od afela do perihela za 2,7 puta. U godinama od 1979. do 1999. bio je zato Suncu bliži od Neptuna. Ophodno vrijeme Plutona oko Sunca iznosi 247,68 godina. Oko Plutona kruži pet satelita: Haron, Nikta, Hidra, Kerber i Stiks. S jedinim od njih, Haronom, tvori bliski dvojni sustav; vrtnja obaju tijela sinkronizirana je s periodom obilaska Harona od 6,387 dana.
Pluton je otkrio 1930. Clyde Tombaugh, na temelju analize perturbacija u gibanju Urana i Neptuna, koju su načinili William Henry Pickering i Percival Lowell. Smatra se da masa Plutona ni približno nije dovoljna da izazove perturbacije na temelju kojih je bio određen položaj do tada nepoznatoga nebeskoga tijela (greška je iznosila samo 5°), što bi značilo da je Pluton otkriven na temelju nepreciznog ili čak potpuno krivoga proračuna, to jest slučajno.
Ime je dobio prema Plutonu, bogu podzemlja u rimskoj mitologiji.

## Fizička svojstva

### Sastav
Plutonov sastav nije do kraja razjašnjen, no gustoća od samo 1,75 g/cm3 upućuje na mješavinu od 70 % stijenja i 30% ledova, po čemu je sličan Neptunovom satelitu Tritonu. Ta i još neke sličnosti među ovim tijelima daju osnove za teorije koje govore da su Pluton, Haron i Triton posljednji iz klase velikih objekata, čiji su ostali članovi već prije, uslijed gravitacijskih utjecaja vanjskih planeta, odbačeni prema Oortovom oblaku.
Temperatura na Plutonu varira od 38 do 63 K (od -235 do -210 °C). Male razlike postoje zbog različitog albeda. Svjetlija područja mogu biti pokrivena smrznutim dušikom te, u manjoj mjeri, smrznutim metanom, etanom i ugljikovim monoksidom. Sastav tamnijih područja nije poznat, ali se sumnja na tolinom prekrivene ledove.

### Površina
Ravnine na površini Plutona sačinjene su od više od 98 posto smrznutog dušika s tragovima metana i ugljičnog monoksida. Dušik i ugljični monoksid najzastupljeniji su na antiharonskom licu Plutona (oko 180° dužine, gdje se nalazi zapadni dio Tombaugh Regia, Sputnik Planitia), dok je metan najzastupljeniji blizu 300° istočno. Planine se sastoje od vodenog leda. Površina Plutona prilično je raznolika, s velikim razlikama u svjetlini i boji. Pluton je jedno od najkontrastnijih tijela u Sunčevom sustavu, s toliko kontrasta koliko i Saturnov mjesec Japet . Boja varira od crne, do smeđe i bijele. Boja Plutona sličnija je onoj Ije s nešto više narančastom i znatno manje crvenom od Marsove . Značajne zemljopisne značajke uključuju Tombaugh Regio, ili "Srce" (veliko svijetlo područje sa strane nasuprot Haronu), Cthulhu Macula,  ili "kit" (veliko mračno područje na suprotnoj hemisferi) i " Brass Knuckles “(niz ekvatorijalnih tamnih područja na prednjoj hemisferi).
Sputnik Planitia, zapadni predio "Srca", je 1000 kilometara širok bazen smrznutog dušika i ugljičnog monoksida podijeljen u poligonalne ćelije, koji se tumače kao Bénardove ćelije. Te konveksne ćelije nose plutajuće blokove vodenog leda tamnog zbog prekrivenosti tolinima, a po sebi sadrže i sublimacijske jame. To su očigledni znakovi glacijalnih tokova. Sonda New Horizons na ćelijama nije otkrila kratere što ukazuje na to da je njegova površina stara manje od 10 milijuna godina. Najnovija istraživanja pokazala su da je površina stara oko 180.000 godina.

### Atmosfera
Na Plutonu postoji slabašna atmosfera, koja stvara tlak od nekoliko mikrobara. Za razliku od Zemljine atmosfere, koja ima samo jedan kemijski spoj koji mijenja agregatno stanje – vodu, Pluton ima tri: dušik, ugljikov monoksid i metan, zbog čega bi Pluton mogao imati najsloženije vrijeme u Sunčevom sustavu. Smatra se da atmosfera može postojati samo jednim dijelom duge Plutonove godine, kada je bliže Suncu, dok bi ostatak godine bila smrznuta. U vrijeme prolaska perihelom atmosfera "nabuja", a postoji mogućnost da jedan dio pobjegne u svemir ili čak da prijeđe na Haron.  Na Plutonu se mogu pojaviti i oblaci, ali to je rijetkost jer je 99% Plutonove atmosfere bez oblaka. Atmosfera sadrži slojevitu izmaglicu, koja se vjerojatno sastoji od tolina koji nastaju iz tih plinova zbog visokoenergetskog zračenja sa Sunca. Atmosfera Plutona karakteristična je po snažnim i ne potpuno jasnim sezonskim promjenama uzrokovanim osobinama rotacije orbite i aksijalne rotacije Plutona.
Zbog toga je NASA požurila sa slanjem letjelice New Horizons prema Plutonu, kako ne bi trebali čekati još preko 200 godina za odmrzavanje Plutonove atmosfere.

### Unutarnja struktura
Plutonova gustoća iznosi 1,860 ± 0,013 g/cm3. Budući da bi raspad radioaktivnih elemenata na kraju zagrijao led dovoljno da se stijena odvoji od njih, znanstvenici misle da je Plutonova unutarnja struktura različita, s tim da se stjenovita građa smjestila u gustu jezgru okruženu plaštem ledova. Pretpostavlja se da je promjer jezgre približno 1700 km, 70% promjera Plutona. Takvo grijanje se nastavlja i danas, zbog čega je Pluton vjerojatno ima podzemni ocean tekuće vode (otopine amonijaka i raznih soli) debljine 100 do 180 km na granici jezgre i plašta. U rujnu 2016., znanstvenici sa Sveučilišta Brown simulirali su utjecaj za koji se mislilo da je stvorio Sputnik Planitiu, te pokazali da je možda rezultat podizanja tekuće vode odozdo nakon sudara, što implicira postojanje podzemnog oceana dubokog najmanje 100 km.

### Orbita
Pluton i njegov satelit Haron zajedno kruže oko Sunca i treba im oko 248 godina da ga obiđu. Veliki numerički ekscentricitet putanje od čak 0,24 je rekordan među planetima u Sunčevu sustavu kojima je pripadao, a inklinacija (nagnutost putanje prema ravnini ekliptike) od čak 17° je također jedinstvena. Zbog ovih, te zbog neispunjavanja 3. definicije planeta (da bi neko tijelo moglo biti planet, mora očistiti stazu od manjih nebeskih tijela), Pluton je 2006. izgubio status planeta, pa se smatra tek prvim otkrivenim objektom u Kuiperovom pojasu, a nakon što je 2005. otkriven Eris, izgubio je i status najmasivnijeg objekta u Kuiperovom pojasu.
Plutonova je orbita vrlo ekscentrična (eliptična). U vremenu između siječnja 1979. i veljače 1999., Pluton je bio bliže Suncu od Neptuna. Orbite im se ne sijeku, već Pluton prolazi iznad ili ispod Neptunove putanje. Pluton obilazi Sunce u 3:2 rezonanciji s Neptunom, što znači da su 3 Neptunove godine jednako duge kao 2 Plutonove. Pluton nije jedino tijelo u ovakvoj rezonanciji s Neptunom, veliki broj asteroida u Kuiperovom pojasu nalazi se u istoj rezonanciji, pa ih se naziva Plutini.

### Rotacija
I Pluton i Haron imaju sinkronu rotaciju (uvijek istim stranama su okrenuti jedno drugom) čiji period traje 6,38725 dana. Rotiraju retrogradno na srednjoj udaljenosti od 19.600 km, što je oko 8 puta veće od promjera Plutona. Baricentar sustava Pluton-Haron nalazi se izvan Plutona, što je jedinstveni slučaj među većim tijelima Sunčevog sustava.

## Prirodni sateliti
Pluton ima 5 poznatih prirodnih satelita. Najveći je Haron. Haron je ujedno i prvi otkriveni satelit Plutona (1978. godine). Otkrio ga je Jim Christy pregledavanjem ploča s fotografijama na kojima se vidio Pluton s ispupčenjem koje je pripisano postojanju Harona. Promjera je oko 1200 km, što znači da je Haron velik kao pola Plutona.
Nakon Harona godinama nije bilo otkrića novih satelita, sve dok NASA nije 31. listopada 2005. objavila pronalazak 2 mala Plutonova satelita, pa je time broj poznatih satelita Plutona narastao na 3. Novootkriveni sateliti nazvani su Nix i Hydra. 
20. srpnja 2011. objavljeno je otkriće još jednog satelita, nazvanog Kerber, a 5. srpnja 2012. još jednog satelita, nazvanog Stiks. Zbog otkrića ovih satelita znanstvenici su pretpostavili da se neko tijelo iz Kuiperovog pojasa nekad sudarilo s Plutonom, stvarajući ostale satelite. Pretpostavljalo se da Pluton možda čak ima i prsten, ali pokazalo se da nema prstena kada je 14. srpnja 2015. New Horizons proletio pokraj Plutona i poslao vrlo detaljne fotografije.

### Kvazisatelit
2012. godine je predloženo da bi objekt 15810 Arawn, udaljen samo 2.7 AU od Plutona, mogao biti njegov kvazisatelit, specifičan tip orbitalne konfiguracije. Prema pretpostavci, 15810 Arawn je kvazisatelit Plutona gotovo 100,000 godina te će ostati tako još 250,000 godina. Ovo kvazisatelitsko ponašanje je periodično u vremenskom rasponu od 2 milijuna godina. 
Kada je 2015. New Horizons proletio pokraj Plutona, istodobno se našao i blizu Arawna. To je omogućilo bolja i preciznija mjerenja orbite koja su potvrdila prethodno navedenu pretpostavku. Ipak, još uvijek nije dogovoreno treba li Arawn biti klasificiran kao kvazisatelit Plutona zato što na Arawnovu orbitu prvenstveno utječe Neptun, uz tek povremene manje utjecaje samog Plutona.

## Kuiperov pojas
Kuiperov pojas je prostor iza Neptuna u kojem se nalaze mnogobrojni patuljasti planeti, uključujući i Pluton. Njegovo postojanje predvidio je Gerard Kuiper 1951. godine kao izvor kratkoperiodičnih kometa. Objekti u Kuiperovom pojasu su ostaci iz najranijih dana Sunčeva sustava, kada se odvijalo formiranje planeta.
Do danas je otkriveno preko 800 objekata u Kuiperovom pojasu. Većina tih objekata nalazi se na udaljenosti od 39 do 50 AJ od Sunca. Na njihove orbite i raspored veliki utjecaj ima Neptun kao najmasivnije tijelo na toj udaljenosti. Tijela u Kuiperovom pojasu zbog toga se dijele po rezonanciji s Neptunom. Kako je Neptun najmasivnije tijelo u tom dijelu Sunčeva sustava, cijeli Kuiperov pojas je pod njegovim utjecajem. Tako ona tijela koja imaju rezonanciju 1:1 su Neptunovi trojanci, s 2:3 rezonancom su Plutini, a s 1:2 su Twotini. Nagnutost putanja tih objekata na ekliptiku iznosi do 50° što objašnjava zašto nisu ranije bili otkriveni. Erida se ne ubraja u objekte Kuiperova pojasa jer je predaleko.
Na udaljenosti od 50 AJ dolazi do naglog smanjenja broja objekata. Taj pad je poznat kao "Kuiperova litica". Pojavile su se hipoteze da se na toj udaljenosti nalazi tijelo s masom između Marsa i Zemlje. Tako masivno tijelo svojom bi gravitacijom očistilo taj prostor od ostalih tijela, ali ono nije pronađeno.

## Povijest istraživanja
U 1840-ima, Urbain Le Verrier koristio je Newtonovu mehaniku da predvidi položaj tada neotkrivenog planeta Neptuna nakon analize poremećaja u orbiti Urana. Naknadna zapažanja Neptuna u kasnom 19. stoljeću navela su astronome da nagađaju da Uranovu orbitu uznemirava još jedan planet, osim Neptuna.
Godine 1906. Percival Lowell - bogati Bostonjanin koji je 1894. osnovao Lowellov opservatorij u Flagstaffu u Arizoni - pokrenuo je opsežni projekt u potrazi za mogućim devetim planetom kojeg je nazvao "Planet X".  Do 1909. Lowell i William H. Pickering predložili su nekoliko mogućih nebeskih koordinata za takav planet. Lowell ga je bezuspješno tražio sve do svoje smrti 1916. godine. Iako je to Lowellu bilo nepoznato, zabilježio je dvije slabe slike Plutona 19. ožujka i 7. travnja 1915., ali nisu bile prepoznate po onome što jesu.  Poznato je još četrnaest zapažanja prije otkrića, koje je najranije napravio opservatorij Yerkes 20. kolovoza 1909.
 

Percivalova udovica, Constance Lowell, stupila je u desetogodišnju pravnu bitku s Lowell opservatorijom zbog naslijeđa svoga supruga, a potraga za Planetom X nastavila se tek 1929. godine.  Vesto Melvin Slipher, upravitelj zvjezdarnice, dao je posao lociranja Planeta X 23-godišnjem Clydeu Tombaughu, koji je upravo stigao raditi u opservatoriju nakon što je Slipher bio impresioniran uzorkom njegovih astronomskih crteža. 
Pluton je 1930. godine sasvim slučajno otkriven. Naime, pogrešni proračuni Neptunove i Uranove putanje su upućivali na neku veliku masu koja utječe na njihovo gibanje. Ta je pogreška nagnala mnoge astronome da krenu u potragu za devetim planetom. Jedan od njih je bio i gorespomenuti Tombaugh koji je sa zvjezdarnice u Arizoni, pri vrlo detaljnom pretraživanju neba, otkrio planet Pluton. Pomoću blink-komparatora, Tombaugh je brzo pomicao slike naprijed-natrag između pogleda svake ploče kako bi stvorio iluziju kretanja bilo kojih predmeta koji su promijenili položaj ili izgled između fotografija. 18. veljače 1930., nakon gotovo godinu dana pretraživanja, Tombaugh je otkrio mogući pokretni objekt na fotografskim pločama snimljenim 23. i 29. siječnja. Kvalitetna fotografija snimljena 21. siječnja pomogla je potvrđivanju kretanja. Nakon što je opservatorij dobio dodatne potvrdne fotografije, vijest o tom otkriću telegrafirana je u Observatoriju Harvard Collegea 13. ožujka 1930. Otkriće je dobilo naslovnice novina širom svijeta. Opservatorij Lowell, koji je imao pravo imenovati novi objekt, dobio je više od 1000 prijedloga iz cijelog svijeta, u rasponu od Atlasa do Zymala. Tombaugh je pozvao Sliphera da brzo predloži ime za novi objekt prije nego što je to učinio netko drugi. Constance Lowell predložila je imena Zeus, zatim Percival i konačno Constance. 
Ime Pluton, po bogu podzemlja, predložila je Venetia Burney (1918. – 2009.), jedanaestogodišnja učenica iz Oxforda u Engleskoj koja se zanimala za klasičnu mitologiju. Ona je to predložila u razgovoru s njenim djedom Falconer Madanu, bivšem knjižničaru na Sveučilištu u Oxfordu, koji je proslijedio prijedlog oxfordskom astronomu Herbert Hall Turneru, koji ga proslijedio kolegama u Sjedinjenim Državama. U završni krug ušla su 3 imena; Minerva, Kron i Pluton. Pluton je dobio svako glasanje. Ime je objavljeno 1. svibnja 1930.  Nakon objave Madan je Venetiji dao 5 funti (ekvivalent 300 GBP, odnosno 450 USD u 2014.) kao nagradu. Ime je ubrzo prihvatila šira kultura. U počast novom planetu Walt Disney je dao ime Pluton psu Mikija Mausa, iako Disneyjev animator Ben Sharpsteen nije mogao potvrditi zašto je ime dobio. Glenn T. Seaborg 1941. godine novostvoreni element plutonij imenovao je po Plutonu, u skladu s tradicijom imenovanja elemenata po novootkrivenim planetima, nakon uranija koji je dobio ime po Uranu i neptunija koji je dobio ime po Neptunu. 
Ubrzo nakon otkrića je postalo jasno da Plutonova masa nije ni izbliza dovoljna da objasni pogreške u proračunima gibanja Urana i Neptuna. Potraga za desetim planetom, planetom X, je nastavljena, ali bez uspjeha. Tek su podaci s Voyagera 2, koji su dali preciznije podatke o masi Neptuna pokazali da planeta X nema, niti ga može biti.
| Godina | Masa                   | Procijenio                       |
| ------ | ---------------------- | -------------------------------- |
| 1915   | 7 Zemlji               | Lowell (predviđanje za Planet X) |
| 1931   | 1 Zemlja               | Nicholson & Mayall               |
| 1948   | 0.1 (1/10) Zemlje      | Kuiper                           |
| 1976   | 0.01 (1/100) Zemlje    | Cruikshank, Pilcher, & Morrison  |
| 1978   | 0.0015 (1/650) Zemlje  | Christy & Harrington             |
| 2006   | 0.00218 (1/459) Zemlje | Buie et al.                      |

Nakon što je pronađen Pluton, manjak dokaza uzrokovao je nedostatak povjerenja u ideju da je to Lowellov Planet X. Procjene mase Plutona revidirane su prema dolje tijekom 20. stoljeća.
Astronomi su u početku izračunali njegovu masu na temelju pretpostavljenog učinka na Neptun i Uran. 1931. izračunato je da je Pluton otprilike masivan kao i Zemlja, daljnjim izračunima 1948. godine masa je srušena otprilike na Marsovu. 1976. godine, Dale Cruikshank, Carl Pilcher i David Morrison sa Sveučilišta na Havajima prvi su put izračunali Plutonov albedo, ustanovivši da se on podudara s metanskim ledom; to je značilo da bi Pluton morao biti izuzetno blistav zbog svoje veličine i stoga nije mogao biti veći od 1 % mase Zemlje (Plutonov je albedo 1,4-1,9 puta veći od Zemljinog).
Otkriće Plutonovog satelita Harona je 1978. prvi put omogućilo mjerenje mase Plutona: otprilike 0,2 % mase Zemlje i daleko premalo da bi se objasnile razlike u orbiti Urana. Kasnije pretrage alternativnog Planeta X, osobito Roberta Suttona Harringtona, nisu uspjele. Godine 1992. Myles Standish koristio je podatke iz Voyagerovog preleta Neptuna 1989. godine, koji je revidirao procjene mase Neptuna prema dolje za 0,5 % - koliko je usporedivo s masom Marsa - kako bi izračunao njegov gravitacijski utjecaj na Uran. Uz dodane nove brojke, nestala su neslaganja i s njima potreba za Planetom X. Znanstveni konsensus današnjice je da Planet X, onako kako ga je Lowell definirao, ne postoji.
Haron je otkrio astronom Jim Christy 1978. godine. Haron je otkriven upravo u vrijeme kad se ravnina njegove orbite oko Plutona spuštala prema crti koja spaja Pluton sa Zemljom.

U razdoblju od 1985. do 1990. godine, ravnina Haronove orbite je presijecala Zemlju, pa se svaki Plutonov dan mogla pratiti pomrčina Plutona Haronom i obratno. Kod prvih je pomrčina Haron pomračivao sjeverne predjele Plutona, zatim se, za promatrača sa Zemlje, spuštao preko ekvatora, da bi krajem petogodišnjeg perioda pomračivao južne polarne predjele. Pažljivo mjerenje promjena sjaja Plutona za vrijeme pomrčina omogućilo je izradu mapa albeda Plutona i Harona. Plutonov albedo kreće se od 0,49 do 0,66, dok je Haron nešto tamniji i jednoličniji, s albedom između 0,36 i 0,39. Ove su pomrčine omogućile su i određivanje promjera obaju tijela.
Pomoću mjerenja međusobne udaljenosti ova dva tijela te perioda njihova kruženja oko centra mase, bilo je lako odrediti ukupnu masu oba tijela, međutim za proračun pojedinačnih masa bi bilo potrebno preciznije odrediti udaljenost pojedinih tijela od centra mase (točke oko koje oba tijela kruže). Dosadašnja mjerenja upućuju na to da je masa Harona 8% - 16% mase Plutona. Haron, kao i Zemljin Mjesec, može biti rezultat velikog svemirskog sudara Plutona s nekim drugim tijelom, pa bi istraživanje ovog para mnogo pridonijelo razumijevanju nastanka Mjeseca.
Tijekom 1988. došlo je do okultacije jedne zvijezde Plutonom. Praćenje promjene sjaja i spektra zvijezde omogućilo je astronomima analizu atmosfere Plutona. Otkrivena je atmosfere od dušika, metana i ugljik-dioksida. Nagli pad sjaja pomračene zvijezde upućivao je na sloj smoga ili sloj s temperaturnom inverzijom.
Tijekom 2002. godine Pluton je ponovno okultirao dvije zvijezde u razmaku od samo mjesec dana (19. srpnja i 20. kolovoza). Prva je bila vidljiva iz dijela Južne Amerike, a druga s otočja Havaji i zapada SAD. Pokazale su da se Pluton u 14 godina znatno promijenio. Otkriven je pad temperature u atmosferi iznosa 10-30 °C, a sjaj pomračene zvijezde ovaj put nije opao naglo, već postupno, što znači da je sloj otkriven 1988. nestao. Podaci su upućivali na zagrijavanje površine koje se određuje se prema temperaturi najnižih slojeva atmosfere. Okultacije će ubuduće će biti mnogo češće nego prije jer Pluton na nebeskom svodu prividno ulazi u područje Mliječnog puta.
Pluton je, do redefiniranja pojma planeta 2006., bio jedini planet koji još nije posjetila nijedna robotska letjelica. Čak ni fotografije teleskopa Hubble nisu otkrili ništa više od nekoliko tamnijih i svjetlijih područja.
NASA je tijekom 90-tih razmatrala misiju prema Plutonu i Kuiperovom pojasu, nakon čega je bila osmišljena misija nazvana Pluto-Kuiper Express, no NASA je, zbog prevelikih troškova, odustala od misije. Nakon nekog vremena, raspisan je natječaj među institutima i sveučilištima za osmišljavanje nove misije prema Plutonu na kojem je odabrana misija New Horizons.
New Horizons je lansiran 19. siječnja 2006. Sonda je iskoristila manevar gravitacijske praćke kod Jupitera 2007., te prošla kraj Plutona 14. srpnja 2015. godine. Nakon prolaska letjelica je, po prvotnom planu, trebala posjetiti i nekoliko tijela u Kuiperovom pojasu. Prvo takvo tijelo na koje je naišla je 486958 Arrokoth. Najbliži prilaz se dogodio 1. siječnja 2019. godine, a prvi podaci o preletu su došli sljedeći dan.

## Vanjske poveznice
|  | Zajednički poslužitelj ima još gradiva o temi Pluton |

- Astronomska sekcija Fizikalnog društva Split - Pluton  Arhivirana inačica izvorne stranice od 30. lipnja 2005. (Wayback Machine)